# Rowlandius monensis
Espèce
Synonymes
- Schizomus monensis Rowland & Reddell, 1979

Rowlandius monensis est une espèce de schizomides de la famille des Hubbardiidae.

## Distribution
Cette espèce est endémique de l'île Mona à Porto Rico,.

## Étymologie
Son nom d'espèce, composé de mon[a] et du suffixe latin -ensis, « qui vit dans, qui habite », lui a été donné en référence au lieu de sa découverte, l'île Mona.

## Publication originale
- Rowland & Reddell, 1979 : The order Schizomida (Arachnida) in the New World. I. Protoschizomidae and dumitrescoae group (Schizomidae: Schizomus). Journal of Arachnology, vol. 6, no 3, p. 161-196 (texte intégral).